# Surf Life Saving Australia

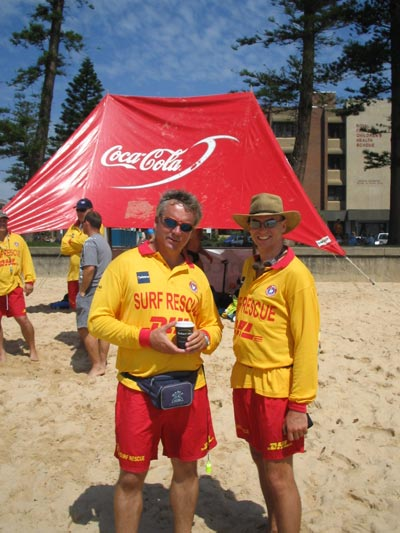
Helfer der SLSA

Surf Life Saving Australia (SLSA) ist die oberste Wasserrettungsorganisation in Australien. Sie besteht aus 303 örtlichen „surf lifesaving clubs“, 17 regionalen Gliederungen in Queensland und New South Wales und 7 selbständigen Landesverbänden. Mit mehr als 110.000 Mitgliedern, von denen mehr als 34.000 aktiv über 400 Strände bewachen, ist die SLSA eine der größten freiwilligen Organisationen in Australien.
Sie ist auch für die Organisation und Durchführung des Rettungssport in Australien zuständig und Mitglied der International Life Saving Federation.

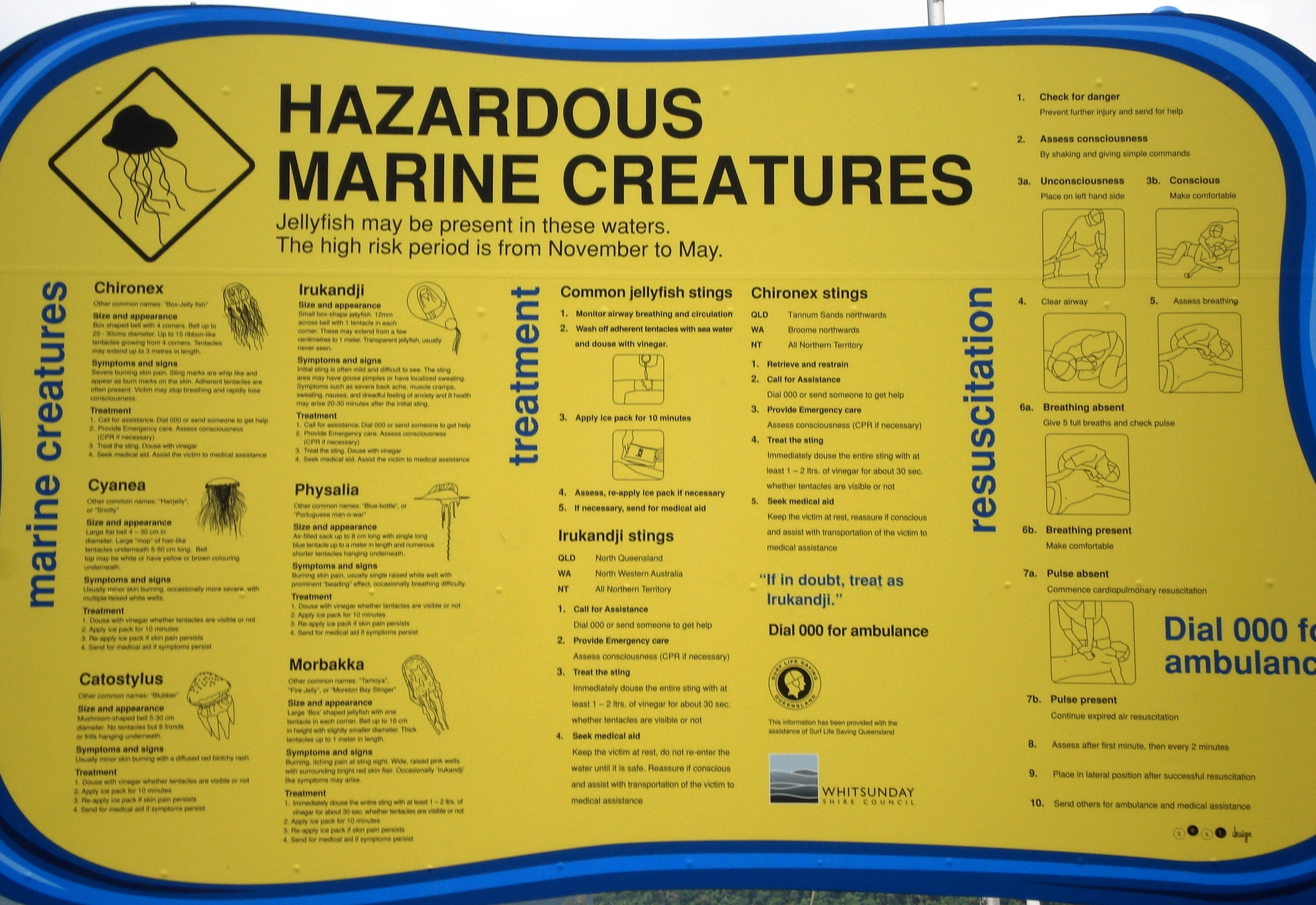
Informationstafel zu giftigen Quallen, der Behandlung – erstellt unter Mitwirkung von Surf Life Saving Queensland (s. rundes Logo)